# 214 (numero)
Duecentoquattordici (214) è il numero naturale dopo il 213 e prima del 215.

## Proprietà matematiche
- È un numero pari.
- È un numero composto con quattro divisori: 1, 2, 107 e 214. Poiché la somma dei suoi divisori (escluso il numero stesso) è 110 < 214, è un numero difettivo.
- È un numero semiprimo.
- È un numero nontotiente.
- È un numero 37-gonale.
- È un numero odioso.
- È un numero palindromo nel sistema di numerazione posizionale a base 7 (424).
- È il numero di divisori dell'undicesimo numero perfetto. 2106×(2107−1)
- 214!! - 1 è un numero primo con 205 cifre.
- È parte della terna pitagorica (214, 11448, 11450).
- È un numero congruente.

## Astronomia
- 214P/LINEAR è una cometa periodica del sistema solare.
- 214 Aschera è un asteroide della fascia principale del sistema solare.

## Astronautica
- Cosmos 214 è un satellite artificiale russo.

## Altri ambiti
- L'additivo alimentare E214 è il conservante etilparaben.
- Il Bell 214 è un modello di elicottero multiruolo prodotto dalla Bell Helicopter Textron.
- In ghematria, è il numero associato al sostantivo Ruach (R V Ch), che sta per anima o spirito vitale,רוח.